# Золочевський В'ячеслав Віталійович
В'ячеслав Золочевський — український курсант-військовослужбовець, єдиний вцілілий із 27 жертв катастрофи літака під Чугуєвом у 2020 році.
В'ячеслав Золочевський був єдиним з 27 військовослужбовців, хто вижив у катастрофі літака Ан-26, який зазнав катастрофи 25 вересня 2020 під Чугуєвом на Харківщині. 25 вересня поблизу міста Чугуїв Харківської області під час навчально-тренувального польоту розбився військовий літак Ан-26. На борту були члени екіпажу, курсанти та офіцери Харківського університету Повітряних Сил ЗСУ імені Кожедуба, вижив лише один курсант. Ан-26 ЗСУ військової частини А 4104 впав близько 20:45 за два кілометри від військового аеродрому Чугуєва, коли заходив на посадку. Після краху повітряне судно загорілося.
В подальшому рослідування показало, що причинами катастрофи літака були технічні неполадки, людський фактор та порушення заходів безпеки при організації польотів. 3 вересня 2021 за висновком військово-лікарської комісії вцілілого в авіакатастрофі Ан-26 під Чугуєвом В'ячеслава Золочевського визнано непридатним до військової служби у мирний час та обмежено придатним у воєнний час.

## Нагороди та відзнаки
- медаль «За військову службу Україні» (6 жовтня 2020) — за самовіддане служіння Українському народові, зразкове виконання військового обов’язку[5]